# Karkower Mühle
Karkower Mühle war ein Wohnplatz im Gebiet der preußischen Provinz Pommern.
Der Wohnplatz ist aus der Windmühle des Rittergutes in Karkow hervorgegangen. In Heinrich Berghaus’ Landbuch (1867) ist bei Karkow von „der dazu gehörigen, ¼ Meile gegen Osten entfernten Mühlenbesitzung Mühlhof“ die Rede. Dem Mühlhof waren damals 60 Morgen an Ackerland und Hütungsfläche zugeordnet. Im Jahre 1816 wurden hier 8 Einwohner gezählt, im Jahre 1864 9 Einwohner und im Jahre 1905 5 Einwohner. Der Wohnplatz gehörte zum Gutsbezirk Karkow und wurde mit diesem im Jahre 1928 in die Gemeinde Wartekow eingemeindet.
Bis 1945 bildete Karkower Mühle einen Wohnplatz in der Gemeinde Wartekow und gehörte mit dieser zum Kreis Kolberg-Körlin in der Provinz Pommern.
Nach 1945 kam der Wohnplatz, wie ganz Hinterpommern, an Polen. Heute liegt die Stelle im Gebiet der polnischen Gmina Gościno (Gemeinde Groß Jestin).